# Mohamed Amine El Bakkali
Mohamed Amine El Bakkali (arab. محمد أمين البقالي, ur. 18 marca 1984 w Fezie) – marokański piłkarz, grający jako środkowy pomocnik. Jednokrotny reprezentant kraju.

## Klub

### Początki
Zaczynał karierę w Maghrebie Fez, gdzie grał jako junior, do 2003 roku i jako senior, do roku 2007. 1 lipca 2007 roku przeniósł się do KAC Kénitra. 1 lipca 2008 roku dołączył do JS Massira.

### FUS Rabat
1 sierpnia 2010 roku został zawodnikiem FUS Rabat.
W sezonie 2011/2012 (pierwszym w bazie Transfermarkt) zagrał 22 mecze, strzelił 2 gole i miał 4 asysty.
Zagrał w finale Afrykańskiego Super Pucharu, ale jego zespół przegrał z TP Mazembe po rzutach karnych.

### FAR Rabat
5 września 2012 roku przeniósł się do FAR Rabat. W tym zespole zadebiutował 19 września 2012 roku w meczu przeciwko Wydad Casablanca (wygrana 2:0). Zagrał cały mecz. Pierwszego gola strzelił 11 dni później w meczu przeciwko Renaissance Berkane (2:0). Do siatki trafił w 8. minucie. Pierwszą asystę zaliczył 10 lutego 2013 roku w meczu przeciwko Chabab Rif Al Hoceima (wygrana 2:1). Asystował przy bramce Salaheddine Aqqala w 5. minucie. W sumie zagrał 29 meczów, miał gola i asystę.

### Olympic Safi
5 września 2014 roku został zawodnikiem Olympic Safi. W tym klubie debiut zaliczył 12 września 2014 roku w meczu przeciwko Renaissance Berkane (3:3). Na boisku pojawił się w 62. minucie, zastąpił Zouhira Benouahiego. Pierwszego gola strzelił 29 listopada 2014 roku w meczu przeciwko Olympique Khouribga (1:1). Do siatki trafił w 83. minucie. Łącznie zagrał 18 meczów i strzelił dwie bramki. 

### Mouloudia Wadżda
20 września 2015 roku został graczem Mouloudia Wadżda. W tym zespole debiut zaliczył 10 października 2015 roku w meczu przeciwko Maghreb Fez (wygrana 1:2). Na boisku pojawił się w 71. minucie, zastąpił Issama Bouladiego. Pierwszą bramkę strzelił 30 listopada 2015 roku w meczu przeciwko Raja Casablanca (1:0). Do siatki trafił w 65. minucie. Łącznie wystąpił w 5 meczach, strzelił bramkę.

### Dalsza kariera
1 lipca 2016 roku został zawodnikiem Wydadu Fès. 1 lipca 2017 roku trafił do Stade Marocain Rabat. 1 września 2019 roku dołączył do Customs United F.C. 1 września 2020 roku został graczem Pluakdaeng United FC. 1 maja 2021 roku zakończył karierę.

## Reprezentacja
Zagrał jeden mecz w reprezentacji. Rozegrał go 9 lutego 2011 roku, a rywalem Maroka była reprezentacja Nigru (wygrana 3:0). El Bakkali zdobył gola w 92. minucie.